# Нововолынская № 10
"Шахта «№ 10 Нововолынская» — строящаяся угольная шахта расположена в 10 км от города Нововолынск Львовско-Волынском угольном бассейне. 
Единственная на Украине шахта-новостройка, финансирование строительства которой осуществляется за счет средств бюджета Украины. Заказчиком выступает государственное предприятие «Дирекция по строительству объектов» (г. Червоноград, Львовской обл.)

## История
Строительство шахты было начато в 1989 году, достройка активизировалась в декабре 2007 года. На начало 2013 год строительство достигло 87% уровня эксплуатационной готовности, но летом того же года стройка остановилась из-за забастовки, вызванной полугодовой задолженности по зарплате рабочим-строителям. Планировалось сдать объект в эксплуатацию в 2014 году, однако этого не произошло.
Проектная годовая мощность добычи 0,9 млн тонн угля, запасы — 37,8 млн тонн энергетического угля газовой группы (отличающегося избытком зольности, почему реализация его внутри Украины затруднена), что обеспечивает работу шахты минимум на 30 лет, при этом шахтное поле до конца не исследовано и размер запасов имеет потенциал к увеличению.